# Сегал, Артур

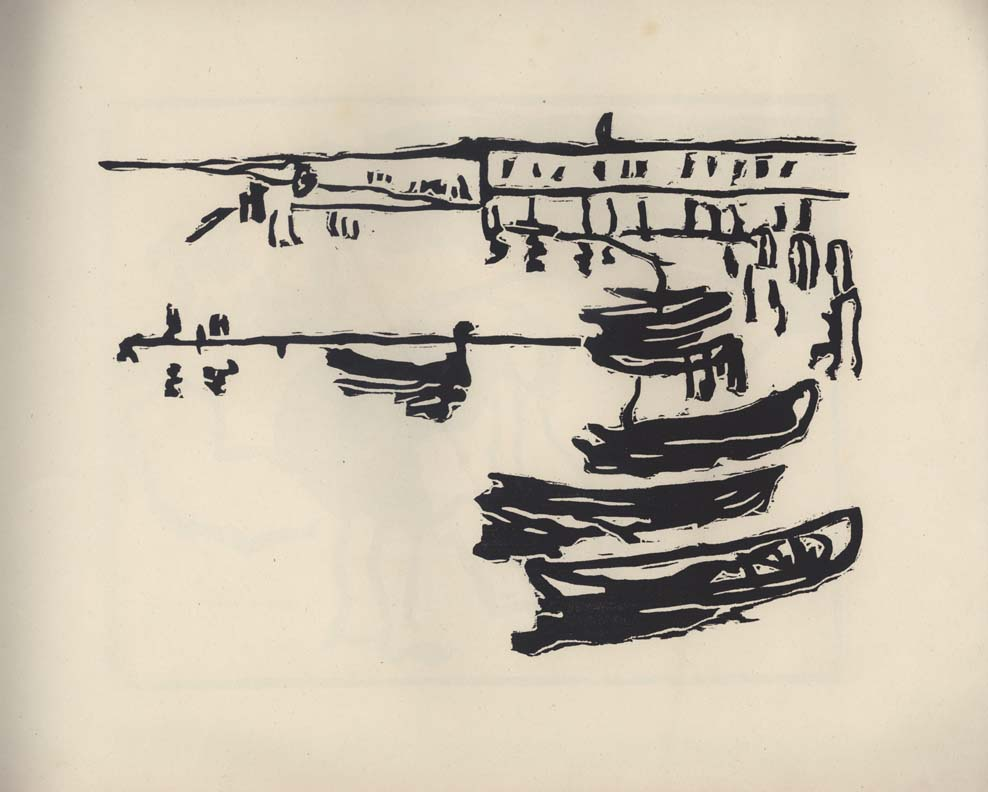
Пейзаж

Артур Сегал (13 июля 1875, Яссы, Королевство Румыния — 23 июня 1944, Лондон, Великобритания) — румынский, немецкий и британский художник.

## Биография
Еврейского происхождения. Сын банкира. С 1892 года обучался в Берлинской академии искусств у Е. Брахта, позже с 1895 года — в Академии Жюлиана, в 1896 года — у А. Хёльцеля в Мюнхене, в начале 1900-х годов продолжил учёбу в Париже и Италии.
В 1904 году переехал и поселился в Берлине, где выставил свои работы на выставке двух ведущих экспрессионионистских немецких арт-групп Die Brücke и Der Blaue Reiter. Принимал активное участие в художественной жизни Берлина. В 1910 году был в числе основателей Нового сецессиона (Neue Sezession), группы художников, чьи картины были отклонены берлинским сецессионом.
В 1912 году выставлялся вместе с Г. Вальденом, печатался в его журнале «Der Sturm».
В начале Первой мировой войны в 1914 году, будучи пацифистом, А. Сегал вместе с семьей переехал в Монте Верита, затем в Аскону (Швейцария), где оставался до 1920 года. Его дом стал местом встреч многих деятелей искусства-изгнанников, среди них — Ж. Арп, М. Верёвкина, А. Явленский и другие. Вместе с дадаистами, приехавшими в Аскону, участвовал в выставках в Кабаре Вольтер.
С 1919 года стал членом Ноябрьской группы.
В 1920 году вернулся в Берлин. В 1923 году основал собственную художественную школу, которая стала местом встреч для многих художников.
Ему была предложена преподавательская работа в Высшей школе строительства и художественного конструирования в Дессау, от которой он отказался. После прихода к власти нацистов, из-за еврейского происхождения ему запрещали выставлять свои работы в Германии, поэтому в 1933 году он бежал в Па́льма-де-Мальо́рка, но после начала Гражданской войны в Испании переехал в Лондон, где в 1936 году основал ещё одну «Школу живописи Артура Сигала», которая просуществовала до 1977 года.
Артур Сигал умер от сердечного приступа после авиационного налёта в Лондоне.

## Творчество
На раннем этапе творчества испытал сильное влиянием импрессионизма и неоимпрессионизма . С 1910 года стиль его работ начал склоняться к экспрессионизму и дадаизму, а около 1916 года художник нашёл свой собственный современный стиль.
Занимался с 1910 года, как живописью, так и ксилографией, многие из его работ носили антивоенный характер. Сегал также был автором ряда книг, статей, часто выступал с лекциями.

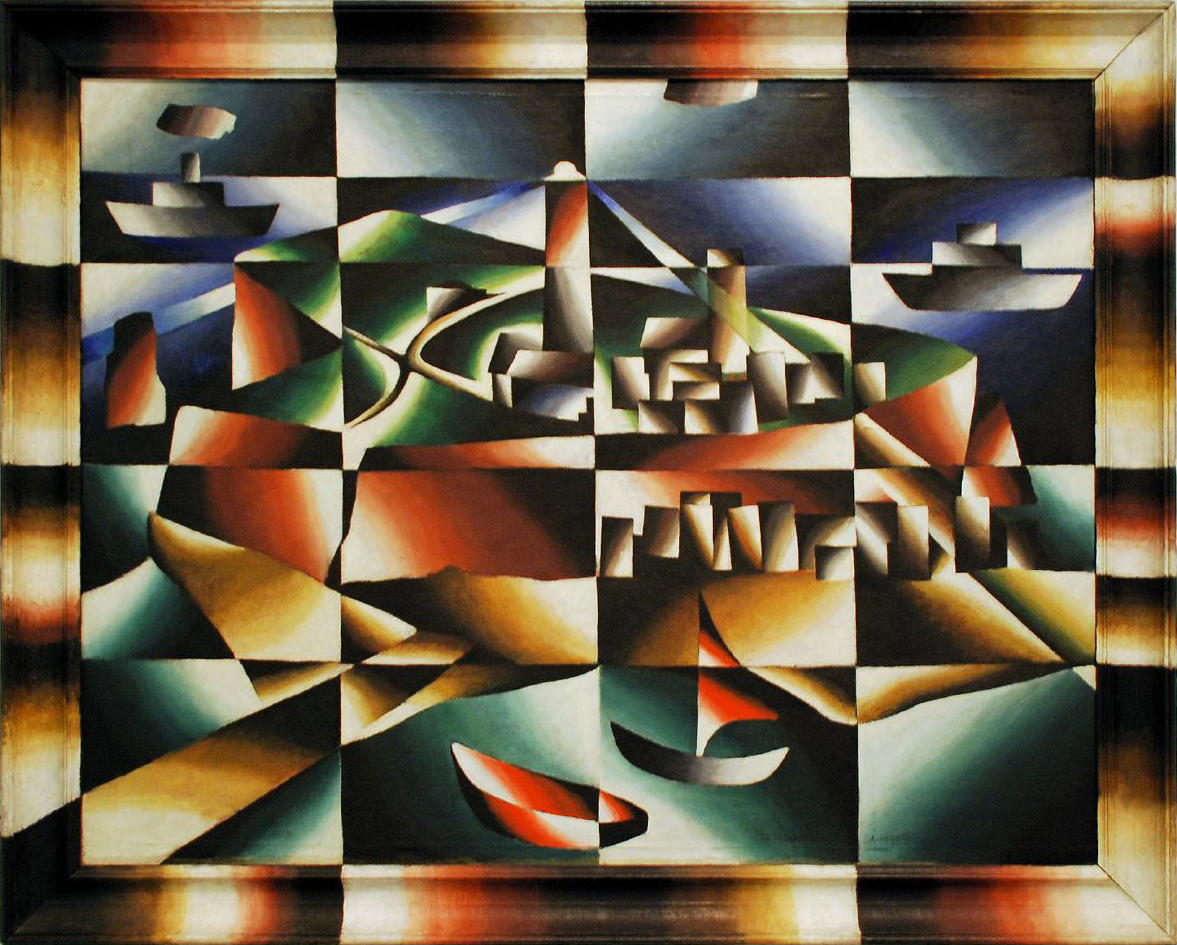
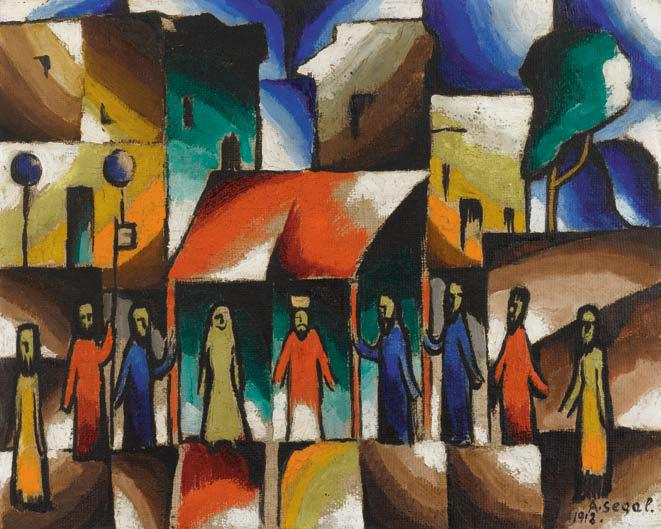
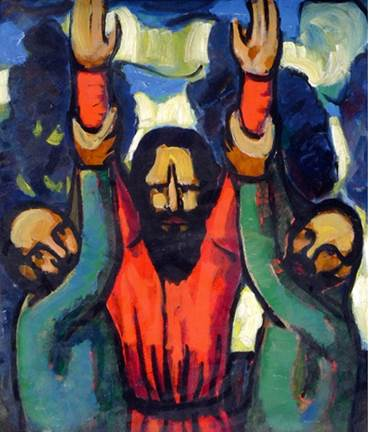
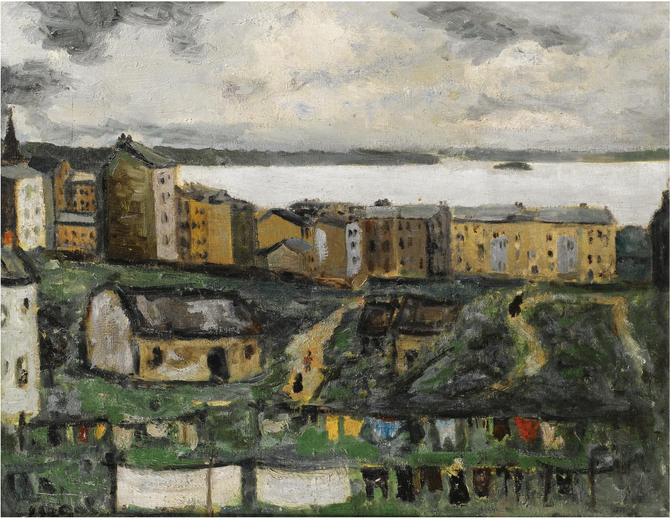
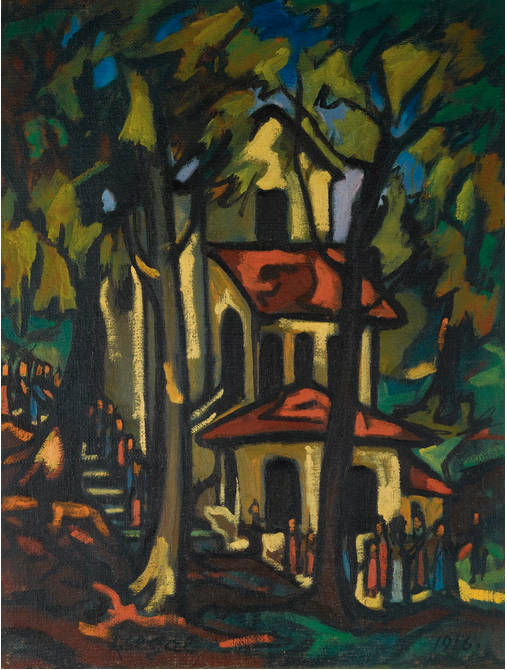
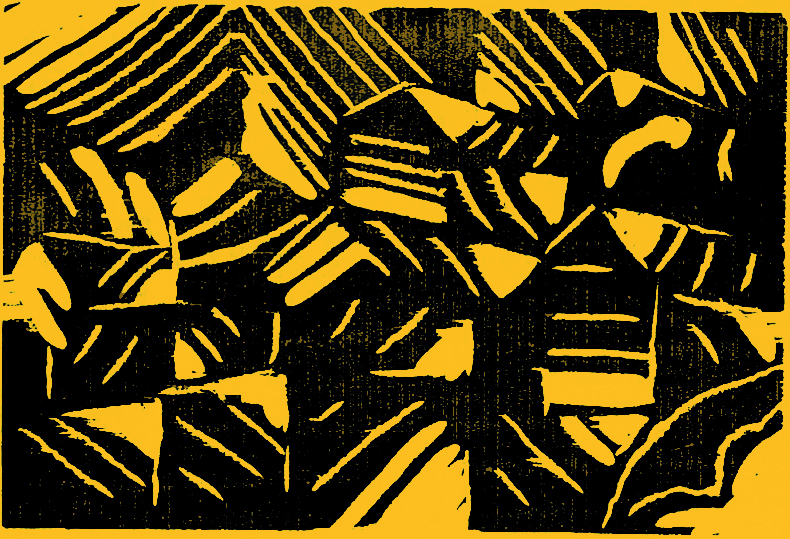
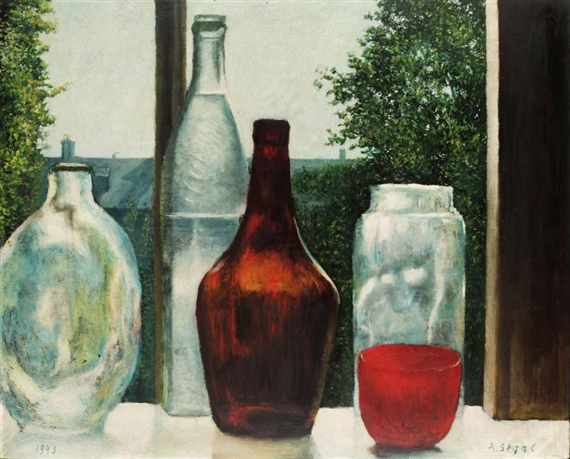